# Antonio Sánchez Navarro
Antonio Sánchez Navarro (Palma, 22 d'abril de 1997) és un futbolista mallorquí que juga en la posició de migcampista al RCD Mallorca de la Primera Divisió espanyola.

## Trajectòria
Es va formar en les categories inferiors del conjunt de la seva ciutat natal, el RCD Mallorca, conjunt en el qual va anar cremant categories des de la base i fins a arribar al filial. Va abandonar el filial de Tercera Divisió el 2018, després de jugar-hi dues temporades i d'una cessió a la l'UE Poblera.
La temporada 2018-19 va ser cedit al Barakaldo CF en el qual va ser titular durant tota la temporada hi hi va jugar 36 partits de lliga i dos més del playoff d'ascens enfront de l'Hèrcules CF. L'estiu de 2019 va tornar al quadre mallorquí després de la seva cessió i va realitzar la pretemporada amb el primer equip a les ordres de Vicente Moreno.
L'agost de 2019 va renovar contracte amb el RCD Mallorca fins al 2021 i se'n va anar cedit al CD Mirandés per una temporada.